# Precision Air
Precision Air, es la aerolínea más grande de Tanzania y tiene base en el Aeropuerto Internacional Julius Nyerere en Dar es Salaam. Opera destinos nacionales e internacionales a países como Kenia, Seychelles, Sudán y Uganda.

## Flota

### Flota Actual
La flota de Precision Air se compone de las siguientes aeronaves, con una edad media de 13.3 años (noviembre de 2022):

Movimientos de las turbinas de un ATR-72 de Precisión Air.

| ATR 42-500 | 1 | — | Y48 |  |  |  |
| ATR 72-500 | 5 | — | Y70 |  |  |  |
| Total      | 6 | — |     |  |  |  |

## Accidentes e incidentes
- Vuelo 494 de Precision Air: El 6 de noviembre de 2022, un ATR 42-500 que transportaba a 39 pasajeros y 4 miembros de la tripulación se estrelló en el lago Victoria mientras intentaba aterrizar en Bukoba con poca visibilidad y mal tiempo; 19 personas murieron.